# Look Alive (chanson)
Singles de Rae Sremmurd
By Chance
(2016) Black Beatles
(2016)
Look Alive est une chanson du duo de hip-hop américain Rae Sremmurd sortie le 14 avril 2016 en tant que deuxième single de leur deuxième album studio, intitulé SremmLife 2. Produit par Mike Will Made It et publié par EarDrummers et Interscope Records, le single est certifié disque de platine par la Recording Industry Association of America (RIAA) depuis le 15 février 2017.

## Historique de sortie
| Région     | Date          | Format                   | Label                      | Réf.  |
| ---------- | ------------- | ------------------------ | -------------------------- | ----- |
| États-Unis | 14 avril 2016 | Téléchargement numérique | - EarDrummers - Interscope | [ 2 ] |

## Clip vidéo
Le clip vidéo de Look Alive sort sur le compte Youtube Vevo de Rae Sremmurd le 13 juin 2016.

## Remix
Le remix officiel de Look Alive comprend des vers supplémentaires interprétés par le trio Migos.

## Classements et certification
| Classement (2016)              | Meilleure position |
| ------------------------------ | ------------------ |
| États-Unis (Hot 100)           | 72                 |
| États-Unis (R&B/Hip-Hop Songs) | 26                 |

| Région | Certification | Ventes/Streams |
| --- | ------------- | -------------- |
| États-Unis (RIAA) | Platine       | 1 000 000‡     |
| *Ventes selon la certification ^Mise en rayon selon la certification xNon précisé par la certification ‡ventes/streaming selon la certification |               |                |